# Mystic World
「Mystic World」（ミスティック・ワールド）は、島谷ひとみの35枚目のシングル。発売元はAI.R LAND RECORD。

## 解説
表題曲は、島谷が作詞作曲の両方を初めて手掛けたソングライターとしてのデビュー作。ジャケットは4種存在し、ランダムで発売される。CDシングルとしてのリリースは「Golden Lady」以来4年ぶり。

## 収録曲
| #         | タイトル                  | 作詞             | 作曲         | 時間  |
| --------- | ------------------------- | ---------------- | ------------ | ----- |
| 1.        | 「Mystic World」          | 島谷ひとみ       | 島谷ひとみ   | 3:28  |
| 2.        | 「Baby Baby Baby」        | CONY・島谷ひとみ | CONY         | 3:22  |
| 3.        | 「ガラス越しのSeptember」 | 佐原陽・七海     | 佐原陽・七海 | 4:11  |
| 合計時間: | 合計時間:                 | 合計時間:        | 合計時間:    | 11:01 |